# Культелеев, Таир Мулдагалиевич
Таир Мулдагалиевич Культелеев (1911—1953) — первый казахский учёный-юрист, один из организаторов правовой науки и юридического образования в Казахстане, крупный исследователь обычного права казахов.

## Биография
Родился в селе Шагано-Кондаковка Марфинского района (ныне Володарский район) Астраханской губернии царской России.
Трудовую деятельность начал с 9 лет. В 1926—1930 гг. он, являясь воспитанником русско-казахского интерната в Астрахани, учился в школе первой ступени, затем на рабфаке при Астраханском медицинском институте. В 1931 г. по направлению Марфинского райкома ВЛКСМ прошёл курсы адвокатов в Саратове, после чего в 1931—1932 гг. работал адвокатом при народном суде Марфинского района, при Нижне-Волжском краевом суде. В 1932 был командирован в Саратовский юридический институт, который успешно окончил в 1935 г. Как отличившегося в учёбе, его направили в аспирантуру Ленинградского юридического института (сегодня — юридический факультет Санкт-Петербургского государственного университета), где он учился в 1935—1938 гг. В декабре 1939 г. Т. М. Культелеев защитил на ученом совете ЛЮИ кандидатскую диссертацию на тему «Социалистическое право в борьбе с пережитками патриархально-феодальных отношений в Казахстане», где затронул некоторые проблемы права казахов. Он был первым казахом-юристом, защитившим кандидатскую диссертацию, в то время ему было 27 лет.

## Организаторская деятельность в сфере юридического образования
Тем временем в г. Алма-Ате, согласно постановлению СНК СССР и распоряжению СНК Казахской ССР от 28 апреля 1938 г., организуется Алма-Атинский государственный юридический институт (сегодня — юридический факультет Казахского национального университета) — первое в Казахстане высшее учебное заведение юридического профиля. Научной базой института явилась щедро выделенная одним из старейших университетов страны — Казанским университетом — ценная библиотека юридического факультета. Москва и Ленинград прислали в помощь институту молодых учёных. Среди них был и Т. М. Культелеев  (недоступная ссылка).
Работу свою он начал в должности доцента кафедры уголовного права АГЮИ. С апреля 1940 г. Т. М. Культелеев был назначен директором АГЮИ.
28 ноября 1941 г. постановлением СНК СССР на базе АГЮИ и эвакуированного в Алма-Ату Московского юридического института был создан первый государственный юридический институт при Наркомате юстиции СССР.
В 1942 г. Т. М. Культелеев призван в ряды Советской Армии, а в декабре 1942 г. директивным распоряжением он был демобилизован и назначен лектором ЦК КП(б) Казахстана. Одновременно он вновь работал доцентом кафедры уголовного права юридического института.
В сентябре 1943 г. в связи с восстановлением АГЮИ Т. М. Культелеев был вновь назначен его директором. Проработал он в этой должности до ноября 1946 г.
В 1947—1948 гг. был членом Верховного Суда Казахской ССР.
С преобразованием Казахского филиала АН СССР в Академию наук Казахской ССР(1946 г.) было создано первое научно-исследовательское юридическое учреждение в Казахстане — Сектор права Академии наук Казахской ССР (в дальнейшем преобразован в Институт философии и права, а затем в Институт государства и права Национальной академии наук РК). Заведующим Сектором права, первым его руководителем был назначен Т. М. Культелеев. Здесь он работал до конца своих дней. Научно-педагогическую деятельность Т. М. Культелеев сочетал с практической. Работал в республиканском Наркомате юстиции, избирался членом Верховного суда Казахской ССР.
Одновременно с работой в Секторе права с октября 1951 г. по февраль 1953 г. он был прикомандирован в докторантуру права АН СССР. К концу 1952 г. Т. М. Культелеев завершил работу над докторской диссертацией. Защита была намечена на начало 1953 г. Однако 15 февраля 1953 г., не успев защитить диссертацию, Т. М. Культелеев трагически погиб. Похоронен на Центральном кладбище Алматы.
Основа юридического образования и правовой науки Казахстана была заложена не в последнюю очередь благодаря его деятельности как талантливого организатора, педагога и учёного. Впервые при его активном участии в республике была начата подготовка квалифицированных юристов.
Для историков, представляет ценность такие его статьи, посвященные становлению науки и образования в республике, как «Юридическая наука и образование в Казахской ССР и наши задачи» (1948), «Важнейшие задачи юридических наук в Казахстане» (1951), и т. д.
При активном содействии Т. М. Культелеева начали свою плодотворную деятельность С. Я. Булатов, Л. В. Дюков и А. Е. Еренов. (недоступная ссылка) Под его руководством и при его поддержке работали в своё время С. З. Зиманов, М. Г. Масевич, У. Д. Кудайбергенов, А. А. Филимонова, М. А. Биндер, В. А. Ким и другие известные ныне учёные.

## Научные интересы
Организация в Казахстане научных исследований в области государства и права тесно связана с его именем. В своих исследованиях, Т. М. Культелеев рассматривал широкий круг вопросов, связанных с правовой жизнью дореволюционного Казахстана особенности и этапы её развития, основные институты, устные и письменные памятники.
T. М. Культелеев был «пионером» в деле систематического изучения обычного права казахов (С. З. Зиманов // Проблемы казахского обычного права, Алма-Ата, 1989 г., с. 20). Поэтому его исследовательский ход и научные достижения стали во многом образцом, ориентиром для последующих исследователей. Т. М. Культелеева интересовали не только отдельные проблемы обычного права казахов, но и обычное право в целом, его сущность, структура, эволюция и другие аналогичные вопросы.
Одним из основных объектов его исследования стала группа норм и институтов казахского обычного права (барымта, калым, кун и др.), резко отрицательно оценивавшиеся как «пережитки патриархально-феодальных отношений», вследствие чего их пытались отменить, а отношения, которые регулировались ими, ликвидировать.
В результате выявления и систематизации источников по обычному праву казахов в 1948 г. в Алма-Ате под руководством Т. М. Культелеева и при его участии научными сотрудниками Сектора права М. Г. Масевич и Г. Б. Шакаевым, под общей редакцией видного русского учёного С. В. Юшкова, был подготовлен и издан сборник «Материалы по казахскому обычному праву». В него были включены, полностью или в виде извлечений, 8 источников по обычному праву казахов колониального периода, причём некоторые из них впервые. «…Это ценнейшее издание в течение почти полувека было настольной книгой многих исследователей политической и правовой мысли и в целом истории дореволюционного Казахстана, незаменимым первоисточником для молодых учёных, аспирантов, базировавших на его материалах свои исследования по обычному праву казахов…» (такую оценку этой работе дали С. Сартаев и С. Созакбаев).
Т. М. Культелеев считал, что изучение казахского обычного права в целом не под силу одному исследователю, и поэтому он занимался прежде всего уголовным обычным правом. Но, тем не менее, фундаментально изучая отдельную отрасль обычного права, он не мог пройти мимо общетеоретических вопросов, а также таких смежных отраслей, как семейно-брачная, гражданская и др. Не утратили своего значения научные статьи Т. М. Культелеева, посвященные различным аспектам обычного права казахов: «Советское уголовное законодательство в борьбе с преступлениями против раскрепощения женщины Казахстана» (1948 г.), «Вопросы уголовного права в обычном праве казахов ХVШ и начала XIX веков» (1950 г.), «Вопросы казахского обычного права в романе Мухтара Ауэзова „Абай“» (1950 г.), и др.
Итогом многолетней исследовательской деятельности Т. М. Культелеева явилась докторская диссертация, которую он не успел защитить. В 1955 г. она была опубликована благодаря усилиям С. Я. Булатова, Л. В. Дюкова, С. 3. Зиманова, А. А. Филимоновой и В. А. Кима в виде монографии (Культелеев Т. М. Уголовное обычное право казахов (с момента, присоединения Казахстана к России до установления Советской власти. Алма-Ата, 1955).
Это первое фундаментальное исследование обычного права казахов колониального периода, которое, несмотря на некоторые архаизмы и другие недостатки, сохранило в основном свою научно-теоретическую ценность. Хотя и прошло более 50 лет с момента его публикации, обычное право казахов остаётся малоразработанной областью права.
В этой работе Т. М. Культелеев максимально полно использовал все известные к тому времени материалы по данной проблеме, изучив архивные фонды Алма-Аты, Москвы, Ленинграда, Ташкента, Казани, Омска и других крупных центров науки, введя в научный оборот множество малоизвестных или неизвестных источников по казахскому обычному праву.
Основным объектом исследования в монографии является обычное право казахов, в частности уголовное обычное право, его состояние и эволюция в период с 30-х годов XVIII в. до 1917 г. Частично рассматривается и древнейшее обычное право казахов.
Были рассмотрены и общие вопросы истории государства и права Казахстана. В частности, дана общая характеристика общественного и политического строя колониального Казахстана, впервые сформулировано в духе жесткого нормативизма, присущего тогдашней эпохе, общее понятие обычного права казахов, определена система основных источников, проанализирована сложная проблема взаимодействия обычного права казахов с общеимперским законодательством России и мусульманским правом.
Практически все основные вопросы, рассматривавшиеся в монографии, до этого не были предметом специального научного изучения. К примеру, Т. М. Культелеевым было исследовано в качестве одного из основных источников обычного права казахов Уложение Тауке-хана, известное в казахской историографии под наименованием «Жеты Жаргы» Тауке-хана . Основываясь на русских списках «Жеты Жаргы» А. И. Лёвшина, Г. И. Спасского и Я. П. Гавердовского, Т. М. Культелеев впервые дал научную характеристику одному из ранних памятников законодательства казахских ханов.
О значении этой монографии можно судить и по тому, что в настоящее время в правовой науке Казахстана фактически господствует общее понятие обычного права, сформулированное Т. М. Культелеевым в начале 50-х годов: «…Казахское обычное право, как и обычное право у других народов, есть совокупность юридических обычаев, выражающих волю господствующего класса, санкционированных государственный властью и осуществляемых в принудительном порядке в целях охраны общественных отношений и порядков, выгодных и угодных господствующему классу…» (с. 84-85).
Таким образом, классический труд Т. М. Культелеева был и остаётся одним из основных по истории государства и права Казахстана, который фактически предопределил дальнейшие направления исследований в области истории государства и права республики, прежде всего досоветского периода, и при этом остается по некоторым вопросам непревзойденным до настоящего времени.
В 1999 г. в Академии юриспруденции — Высшей школе права «Адилет»  учреждена именная стипендия: имени Т. М. Культелеева.

## Использованная литература
1. Искаков К. Т. М. Культелеев — исследователь обычного права казахов (К 85-летию со дня рождения) // Юридическая газета. 1996 г. № 49. С. 14.
2. Некролог // газета Правда. 21 февраля 1953 г.
3. Шимырбаева Г. Принципы юриста-долгожителя // Казахстанская правда. 23 ноября 2002 г.
4. Академик АН РК Зиманов С. З. — Предисловие ко второму изданию книги «Уголовное обычное право казахов», Караганда: Издательство «Болашак-Баспа», 2004 г. С. 4-6.
5. Тлепина Ш. Эволюция государственно-правовой науки в Казахстане (1930-е — 1991 гг.)", Алматы: Издательство КазГЮУ, 2005 г. С. 104—153.
6. 70 лет Казахскому национальному университету имени Аль-Фараби, серия Юридический факультет, Алматы: Издательство КазГНУ, 2004 г. С. 8.
7. Казахстанско информационно энциклопедический справочник, Алматы: Издательство Университета Туран, 2006 г. С. 233.
8. Культелеев Т. М. Уголовное обычное право казахов (с момента присоединения Казахстана к России до установления Советской власти). Алма-Ата, 1955 г. Книга дважды была переиздана в 2004 году: Издательством HAS (ISBN 9965-465-55-X) и Издательством «Болашак-Баспа» (ISBN 9965-674-49-3).
9. Алимжан К.А Т. М. Культелеев — член Верховного суда Казахской ССР (по архиву Верховного суда) // Право и государство. № 1(66) 2015. — С. 46-50.